# Mailberg
Mailberg (česky Mailberk) je městys v Rakousku ve spolkové zemi Dolní Rakousy v okrese Hollabrunn. Žije zde 558 obyvatel.

## Geografie

### Geografická poloha
Mailberg se nachází ve spolkové zemi Dolní Rakousy v regionu Weinviertel. Leží přibližně 14 km severovýchodně od okresního města Hollabrunn a cca 12 km jihojihozápadně od Jaroslavic. Rozloha území městyse činí 15,73 km², z nichž 28% je zalesněných.

### Části obce
Území městyse Mailberg se skládá pouze z jedné části.

### Sousední obce
- na severu: Seefeld-Kadolz
- na východu: Großharras
- na jihu: Nappersdorf-Kammersdorf, Wullersdorf
- na západu: Hadres

## Historie
V roce 1082 se zde uskutečnila bitva u Mailbergu, ve které byl poražen Leopold II. Babenberský vojsky císaři věrného českého knížete Vratislava II., moravských údělníků a Bavorů.
V roce 1451 se na zdejším hradu uskutečnilo zasedání tzv. Mailberské jednoty, jehož výsledkem byla žádost zástupců stavů z Horních a Dolních Rakous k opatrovníkovi Ladislava Pohrobka – králi Fridrichovi, pozdějšímu císaři Fridrichovi III. Habsburskému, aby  Ladislava Pohrobka  propustil.

## Pamětihodnosti
- Zámek Mailberg[5]

## Politika

### Obecní zastupitelstvo
Obecní zastupitelstvo se skládá z 15 členů. Od komunálních voleb v roce 2015 zastávají následující strany tyto mandáty:
- 10 SPÖ
- 5 ÖVP

### Starosta
Nynějším starostou městyse Mailberg je Herbert Goldinger ze strany SPÖ.

## Galerie

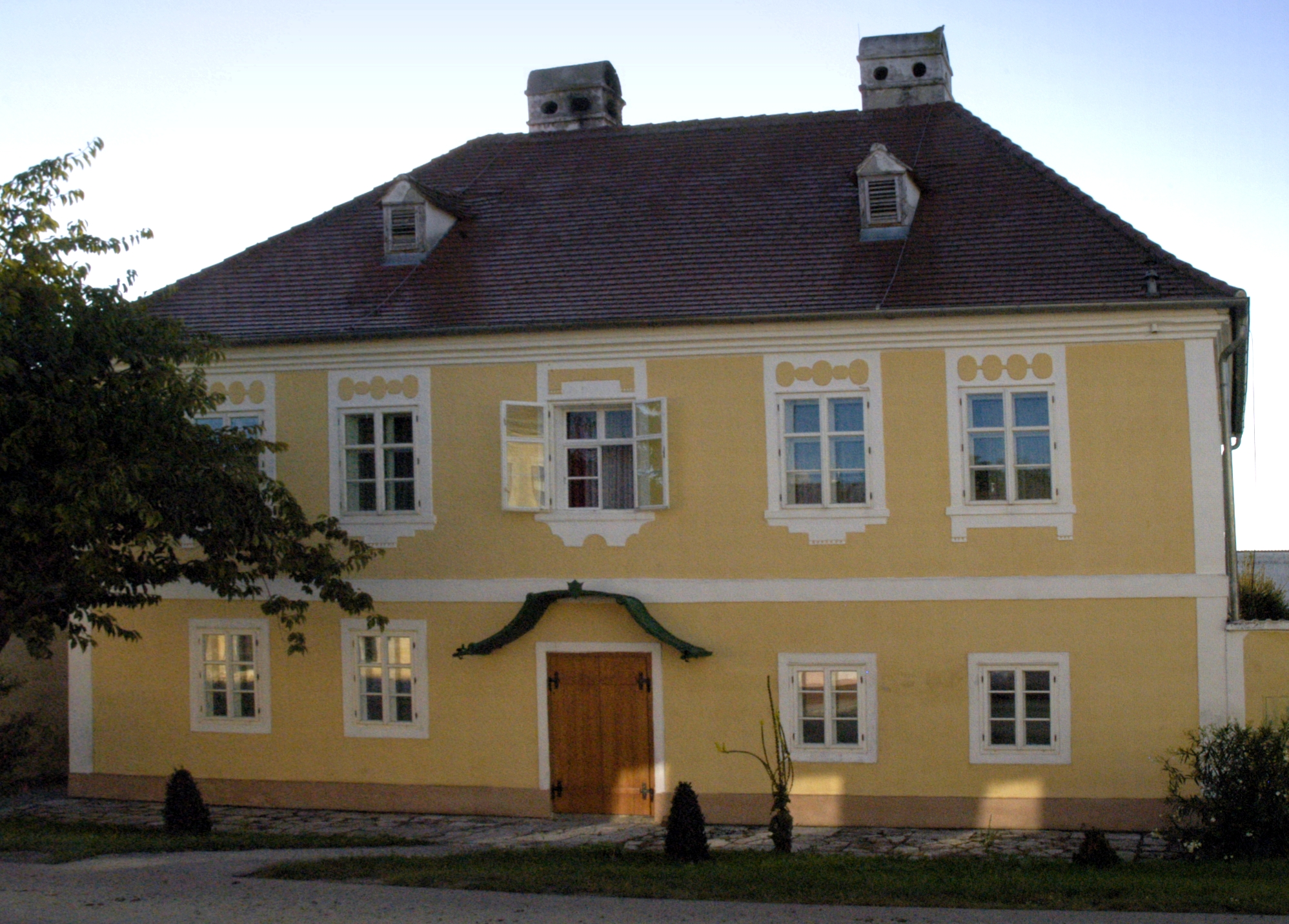
Selský dům
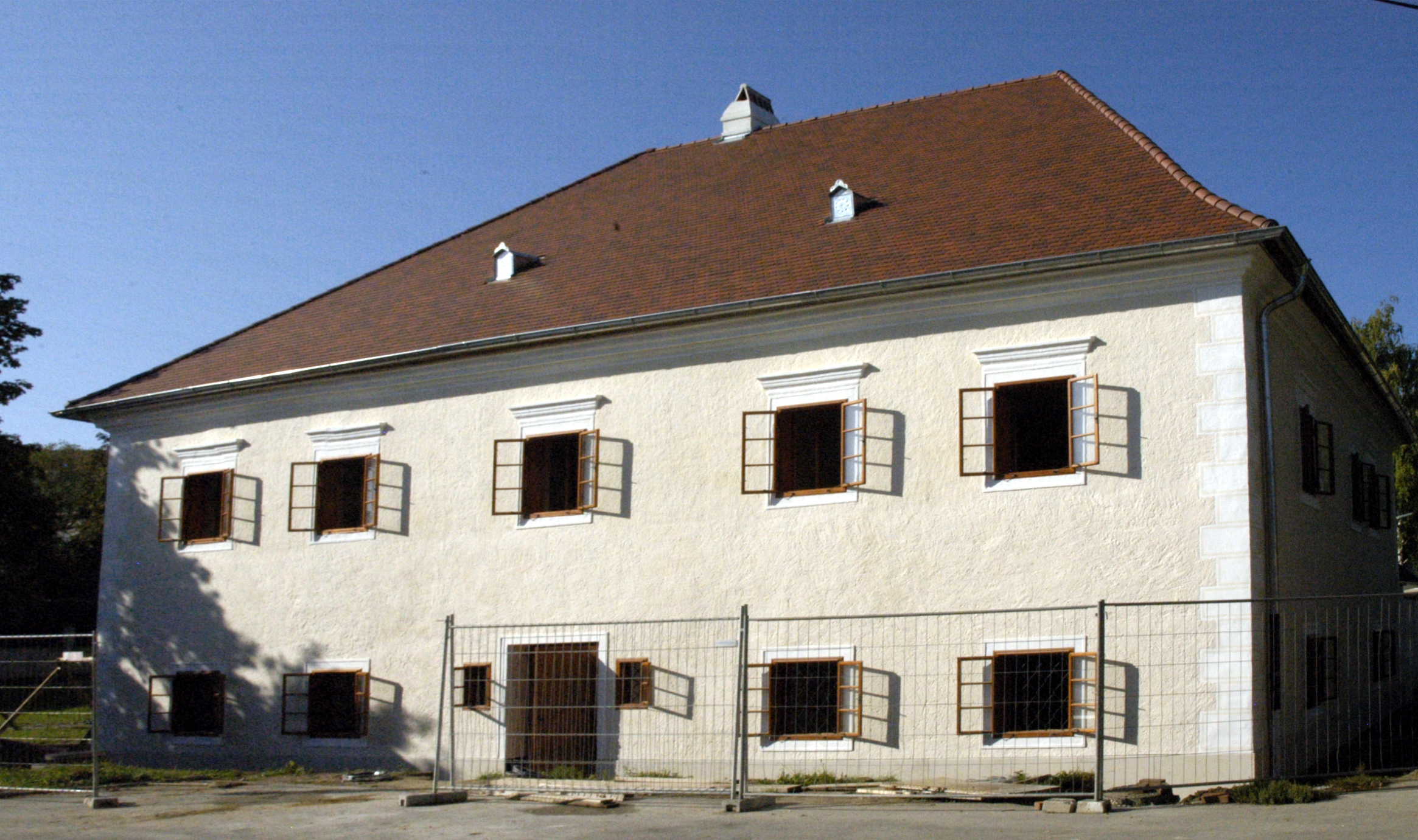
Fara
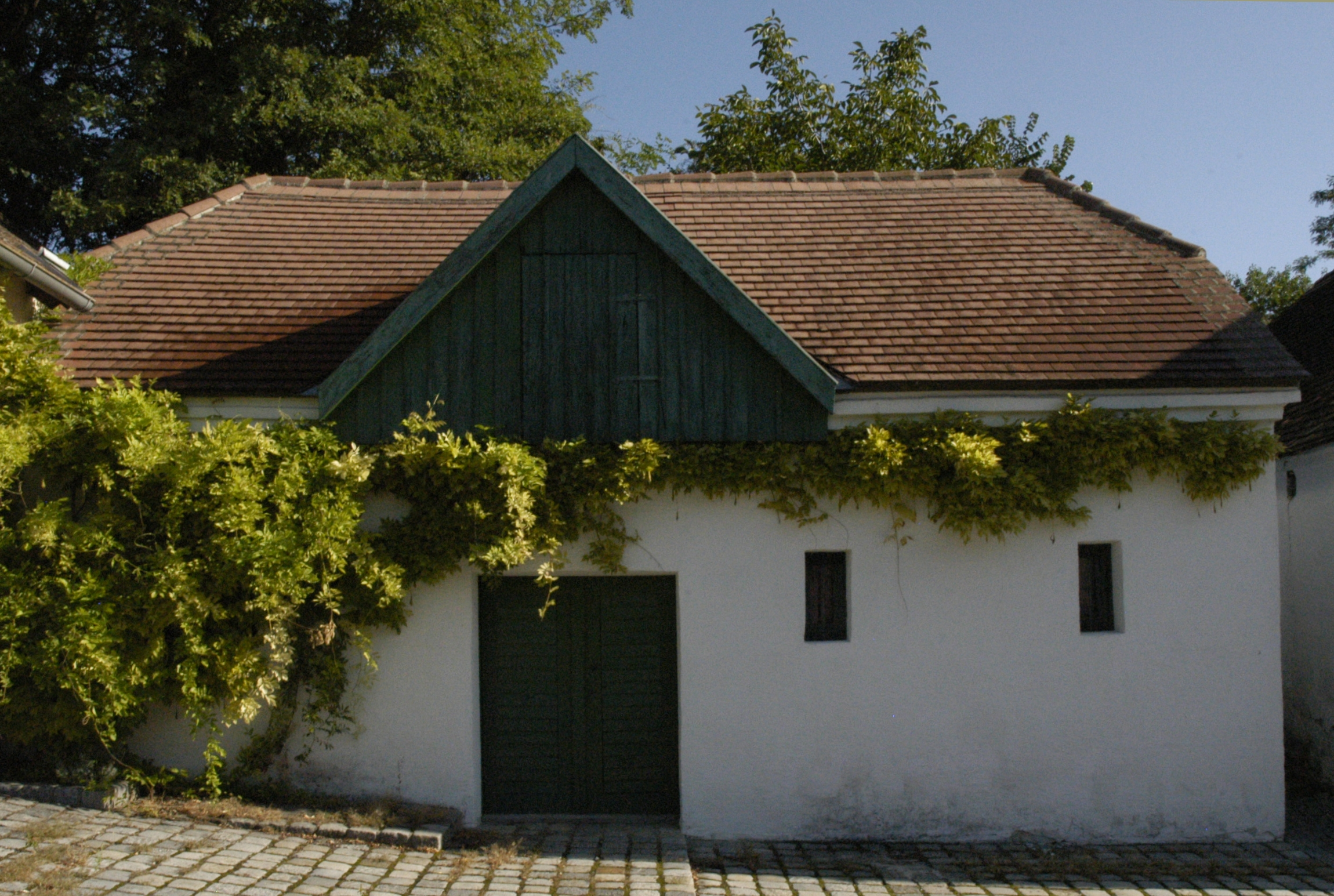
Zdejší domek
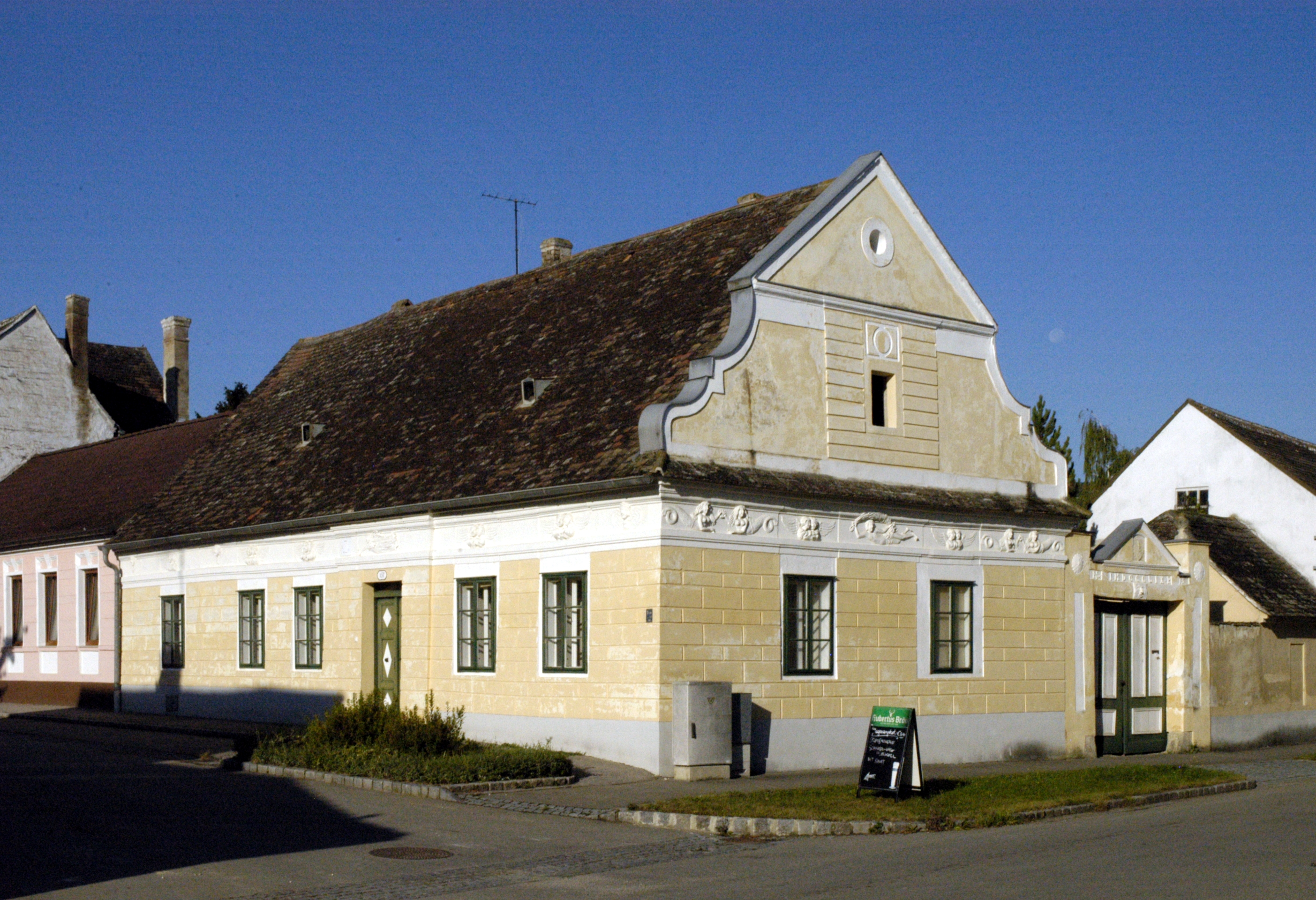
Dům v Mailbergu
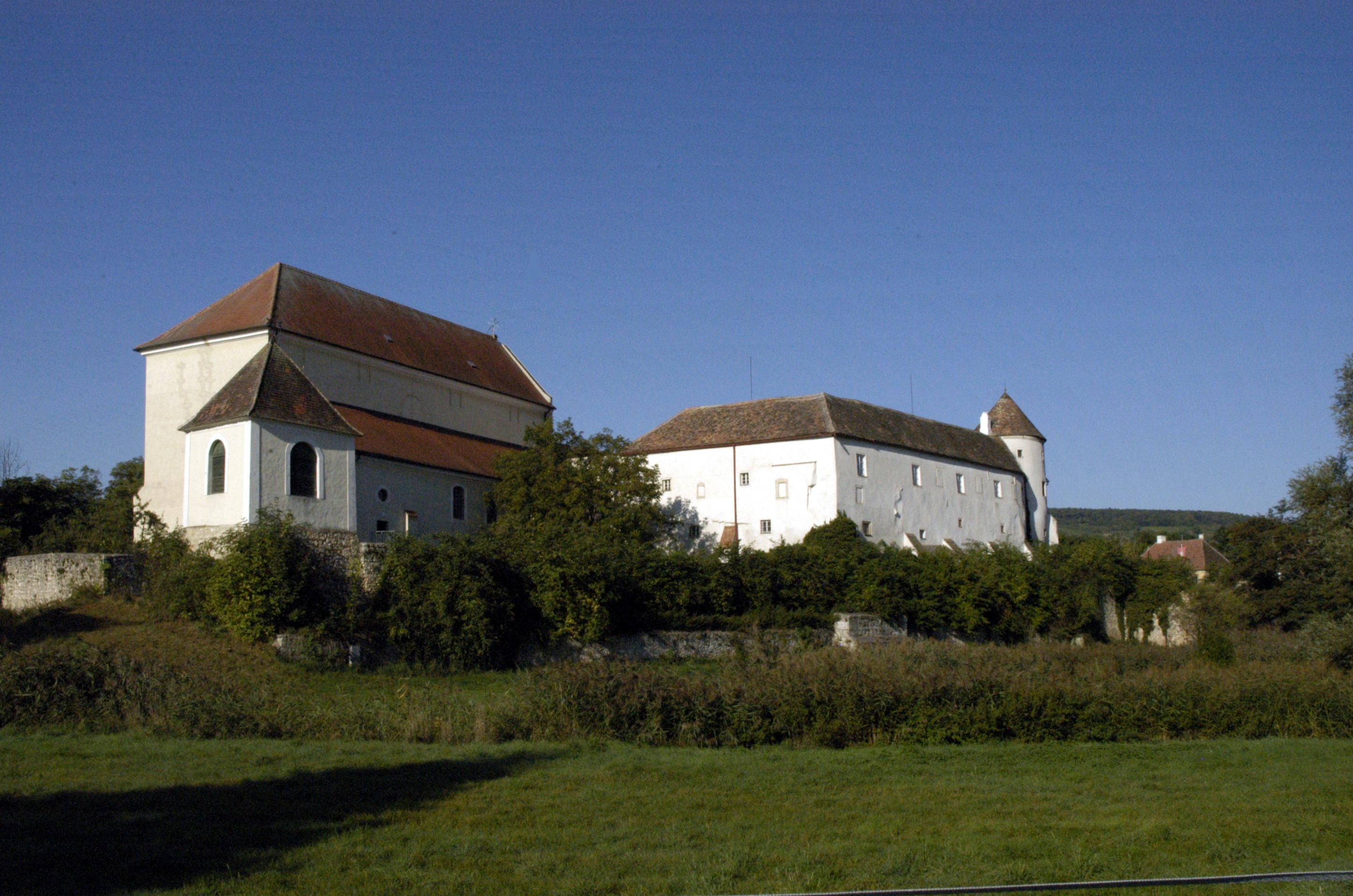
Hrad Mailberg
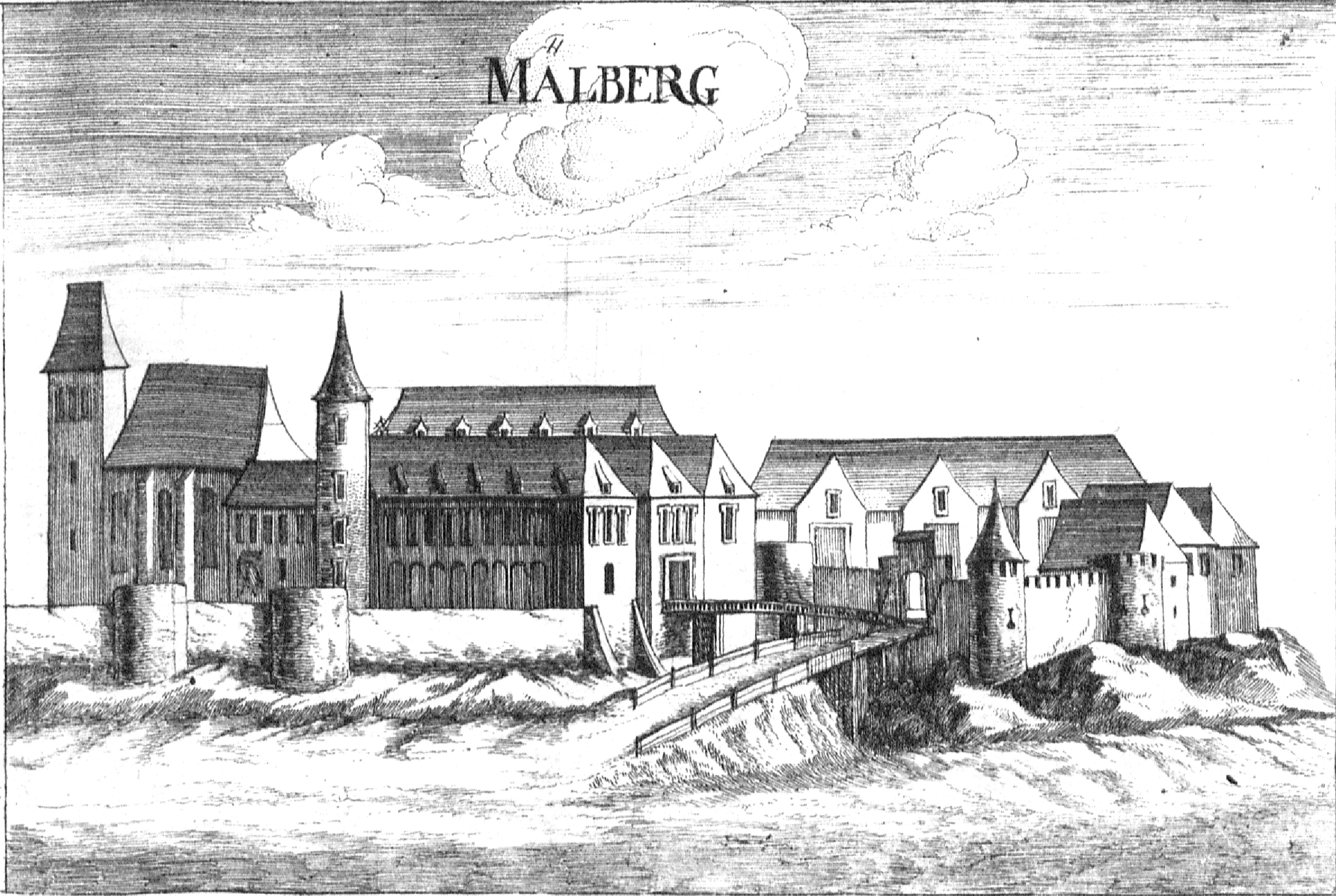
Mědirytina hradu Mailberg od Georga Matthäuse Vischera (1672)